# Exoto
Exoto è un marchio americano di modellismo statico di fascia qualitativa alta.
Il nome è un'abbreviazione di "EXclusive AUTOmobiles".
Specializzata in modelli di auto scala 1:18.
A catalogo possiamo trovare diversi automodelli di diverse categorie sportive: Nascar, challenge, DTM, Lemans series F1 e auto stradali.